# Braunfelsia aenea
Braunfelsia aenea là một loài rêu trong họ Dicranaceae. Loài này được Jovet-Ast & Tixier mô tả khoa học đầu tiên năm 1960.